# NGC 5691
NGC 5691 (również PGC 52291 lub UGC 9420) – galaktyka spiralna z poprzeczką (SBa/P), znajdująca się w gwiazdozbiorze Panny. Odkrył ją William Herschel 11 kwietnia 1787 roku.